# 瑪格麗特·穆瑞
瑪格麗特·穆瑞（英語：Margaret Murray，1863年7月13日—1963年11月13日），英属印度埃及学家、考古学家、人类学家、历史学家和民俗学家。作为英国首位被任命为考古学讲师的女性，她在伦敦大学学院工作了从1898年到1935年。她担任民俗学会会长的职务从1953年持续到1955年，并在她的职业生涯中广泛发表了许多作品。